# Hotspot en Europe
Pour les articles homonymes, voir hotspot.
En Europe, un hotspot, ou point d'enregistrement, est une approche de l'Union européenne visant à améliorer le procédé servant à identifier, enregistrer  et  prendre  les empreintes digitales des migrants arrivant.
Parmi les pays où se trouvent des hotspots figurent l'Italie et la Grèce.

## Hotspots en Grèce
Le tout premier hotspot a été fondé en mars 2013, à Fylákio au nord de la Grèce aux abords de la frontière turque. Un second a été établi en septembre 2015, il se situe sur l'île de Lesbos.
Il a été décidé par un sommet européen. C'est le camp de Mória, près de Mytilène, qui est entouré de barbelés ; il permet de discriminer les réfugiés syriens, qui ont le droit d'être réfugié, des autres étrangers, qui sont relégués dans des zones d’immondices.
D'autres hotspots sont à venir en Grèce, sur les îles de Chios, Samos, Kos et Leros.
Le ministre grec de la Marine, Theódoros Drítsas, considère que cette politique ne conduit pas à une solution : « Tant que l’Europe cultivera les égoïsmes nationaux, les passeurs feront d’énormes chiffres d’affaires au détriment de la vie des réfugiés. »
En 2016, la construction du hotspot de Kos a conduit à des affrontements.

## Hotspots en Italie
L'Italie est doté d'un hotspot situé sur l'île de Lampedusa.
Il s'agit de l'un des premiers hotspots.
Les migrants y arrivent en autocar, y sont soignés de leurs blessures ou de leurs brûlures, parfois de la gale, pour y être informés de leurs droits.
Dans ce camp officient des policiers italiens, des fonctionnaires de l’Agence de surveillance des Frontières Frontex et des agents du Bureau européen d'appui en matière d'asile.
La photographie et les empreintes digitales des migrants y sont enregistrées.
Le hotspot dispose de 500 places et accueille 700 personnes.
Une fois que la demande d'asile est effectuée, les migrants peuvent attendre la réponse en Italie ou dans le reste de l'Europe.
Cinq autres hotspots doivent être installés en Sicile d'ici la fin de 2015.

## Hotspots français en Afrique
Le président de la République française a promis l'accueil en immigration choisie de trois-mille réfugiés venant d'Afrique avant 2019[réf. nécessaire]. « Loin des besoins annoncés par l'ONU. Le Haut-Commissariat aux réfugiés des Nations unies estime que plus de 277 000 personnes sur la route de la Méditerranée ont besoin d'être accueillies et protégées. » rappelle le journal Le Figaro[réf. nécessaire]. 

### Libye
Emmanuel Macron a indiqué vouloir créer des hotspots français en Libye l'été 2017.

## Niger
Un hotspot est installé au Niger à Agadez et  à Niamey (Agadez a été choisie car c'est une ville depuis longtemps traversée par des flux de migration). 

L'ONU (Haut Commissariat des Nations unies pour les réfugiés) et une mission de l'Office français de protection des réfugiés et apatrides (OFPRA) français y est présent pour - via des entretiens faits sur place - repérer et chercher des réfugiés en Afrique, avant qu’ils ne tentent de venir en Europe et risquent leurs vies en traversant la mer.